# San Nicolás Acuña
San Nicolás Acuña es una localidad del estado mexicano de Jalisco. Es parte del municipio de Cocula.

## Toponimia
El nombre «San Nicolás» hace referencia al santo patrono de la localidad: Nicolás de Bari.

## Demografía
| Gráfica de evolución demográfica |
|                                  |

| Censo | Población |
| ----- | --------- |
| 1900  | 262       |
| 1910  | 296       |
| 1921  | 416       |
| 1930  | 558       |
| 1940  | 572       |
| 1950  | 745       |
| 1960  | 915       |
| 1970  | 975       |
| 1980  | 1 188     |
| 1990  | 1 299     |
| 2000  | 1 265     |
| 2010  | 992       |
| 2020  | 1 384     |